# Kremsiger
Kremsiger je zaniklé vrcholně středověké hornické sídliště v Krušných horách. Nacházelo se ve správním území obce Kryštofovy Hamry v okrese Chomutov v Ústeckém kraji, asi 3,5 kilometru severozápadně od bývalé Přísečnice v nadmořské výšce okolo 800 metrů.

## Název
Úplný historický název lokality zní Kremsiger Gebirge. Podle Alfreda Mittelbacha je odvozen ze slov Gremsig, Grans (špice, lodní příď) nebo Granne (osina na obilném klasu). Podle Jiřího Crkala existuje více možností odvození: podle polohy u hranic (Grenze), odkaz na špičák (Grenzig) nebo podle vlastností rudy (gremsig – v Tyrolsku lámavá, drobivá ruda, nebo z hornoněmeckého Grembsig, tj. tvrdý).

## Historie
Hornické sídliště na Kremsigeru bylo obydleno od druhé poloviny třináctého do první poloviny čtrnáctého století a pravděpodobně souviselo s hornickými aktivitami pánů ze Šumburka, kterým patřila nedaleká Přísečnice. Nedochovaly se o něm žádné písemné prameny. Archeologicky bylo zjištěno několik desítek sídlištních objektů (zemnice nebo sklepy či suterény nadzemních budov) a velké množství stop po dobývání rud. Zejména v jižní části sídliště je patrný náznak vyměření půdorysu s centrální plochou.

## Přírodní poměry
Sídliště leželo v Krušných horách v nadmořské výšce 794–820 metrů na úbočí Černopotockého vrchu. Vegetační sezóna chladné oblasti trvá 140 dnů, průměrná roční teplota je 6,5 °C a srážkový úhrn dosahuje okolo 800 milimetrů ročně. Geologické podloží tvoří skarnové těleso, kterým ve směru sever–jih až severovýchod–jihozápad žíly s křemen-hematitovou a baryt-fluoritovou výplní, na které se váže stříbrné zrudnění.

## Doly
V oblasti Kremsigeru se nejspíše nacházely nejstarší stříbrné doly na Přísečnicku (starší zdroje tento kladly tyto doly do Přísečnice), ale později se těžba stříbra přesunula do míst západně a jihozápadně od města. V blíže nejasné době se na Kremsigeru začala dobývat také železná ruda, což poprvé dosvědčuje zpráva z roku 1576. V sedmnáctém století byla založena 700 metrů dlouhá dědičná štola Ferdinand, ale nebyla dokončena. Severní část ložiska byla v roce 1846 zpřístupněna štolou do důlního pole Maria Hilf, kde stával důl Antoni. Kromě něj bylo na Kremsigeru v různých obdobích od sedmnáctého do devatenáctého století v provozu několik desítek železnorudných dolů. Dokladem železnorudných dolů jsou četné povrchové poruby, trychtýřovité prohlubně po zabořených ústích šachet a haldy. Po roce 1954 byla během geologického průzkumu odkryta a dočasně zpřístupněna malá část velmi husté sítě chodeb a dobývek.

## Galerie

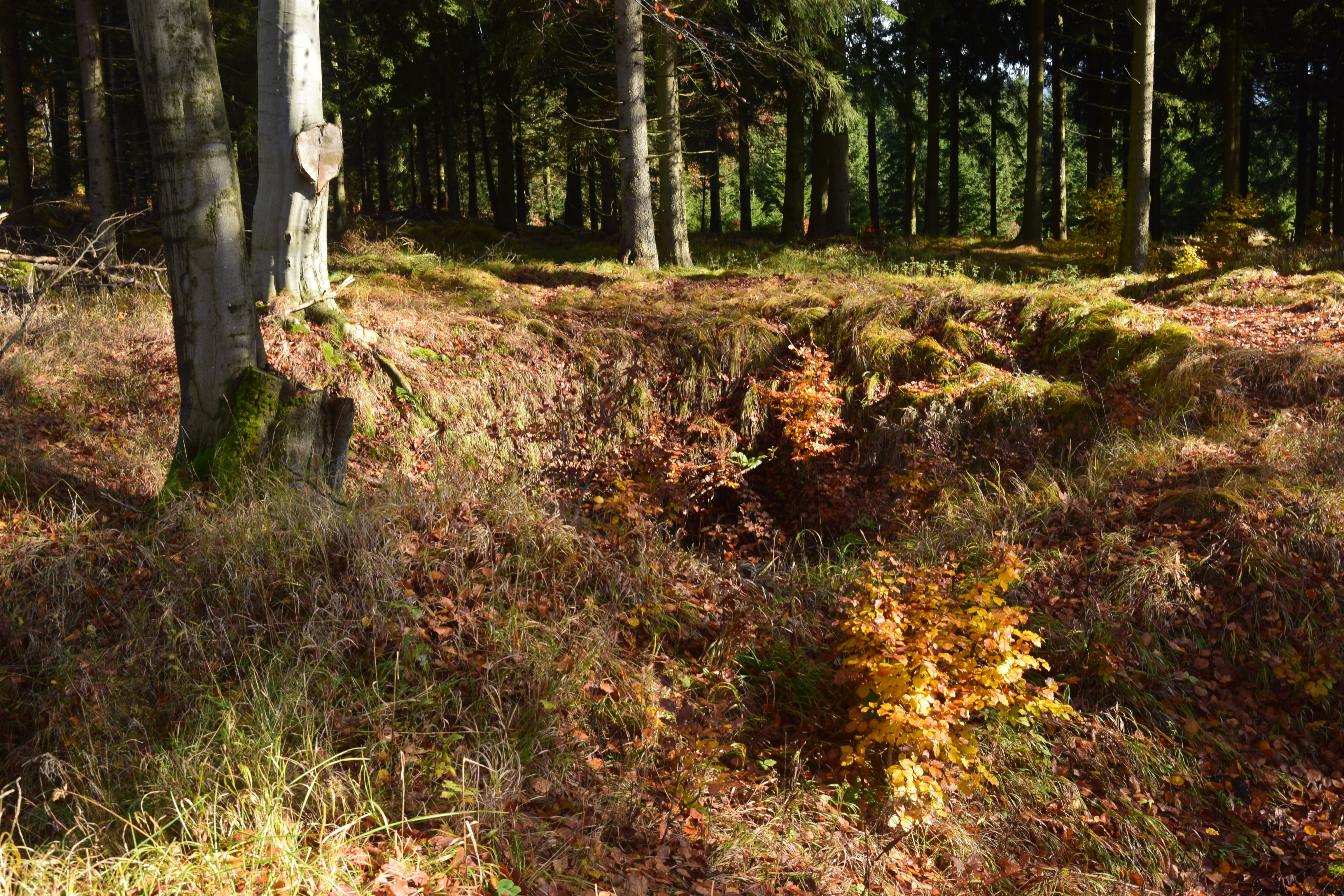
Pinka
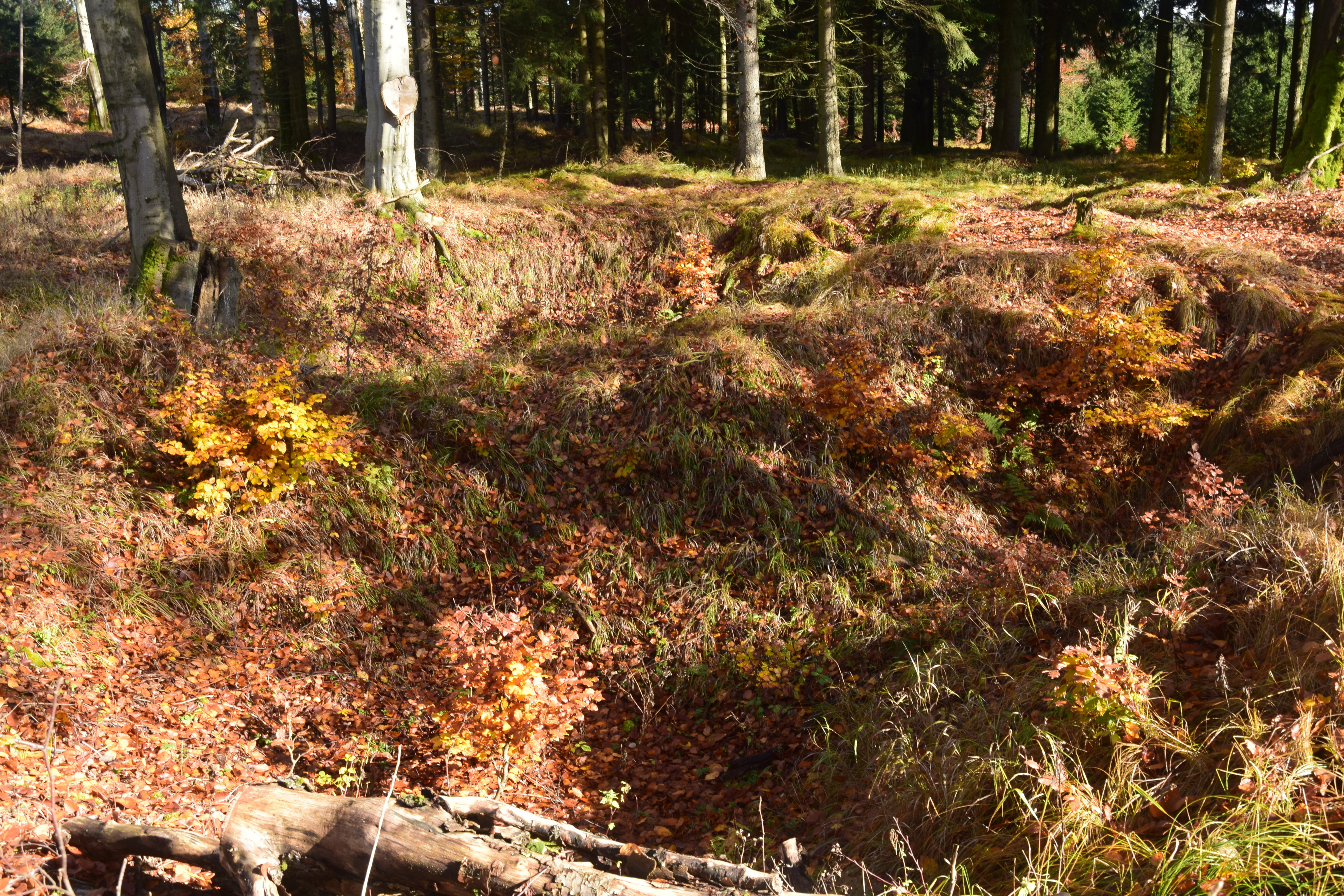
Pinka
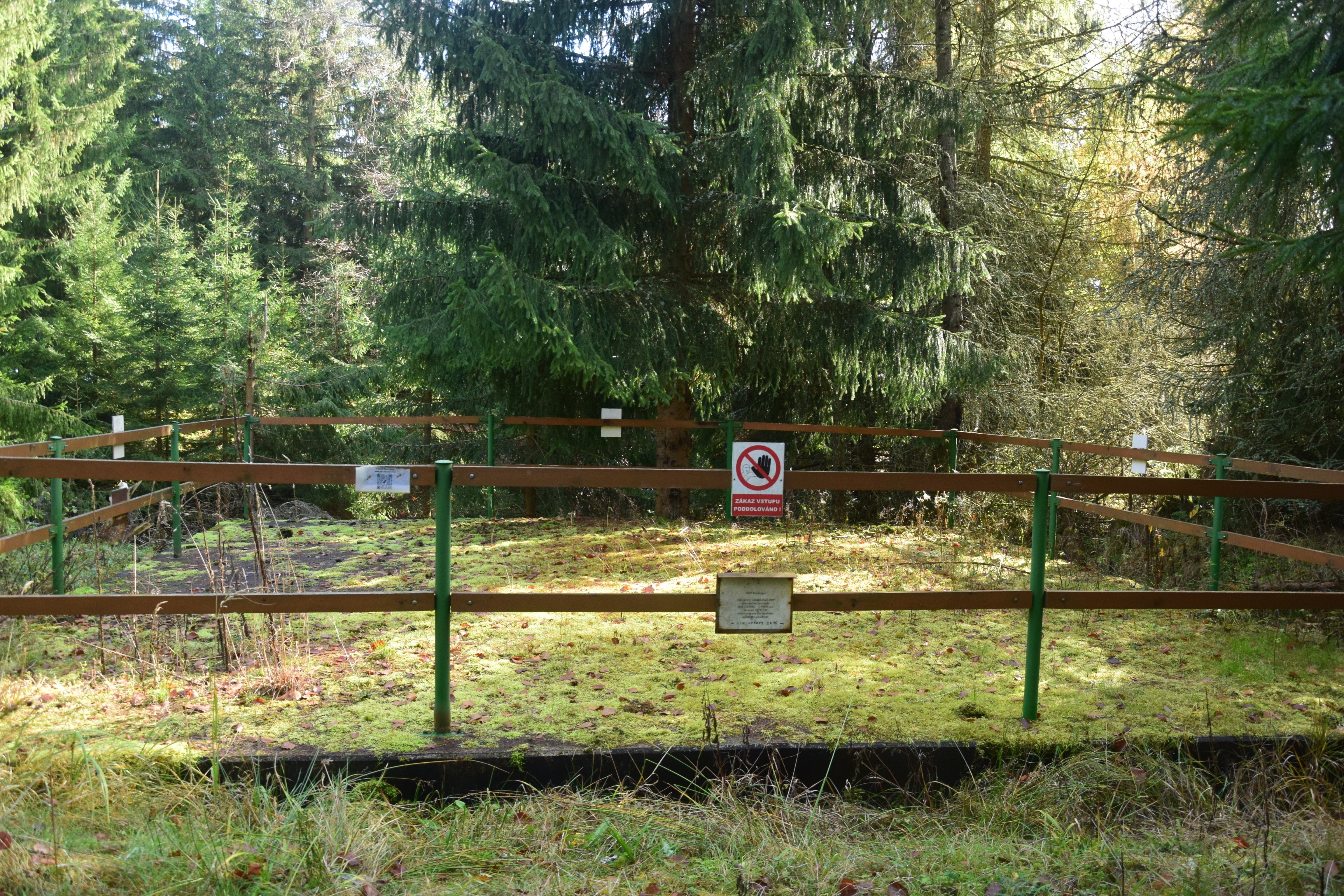
Zajištěné ústí šachty
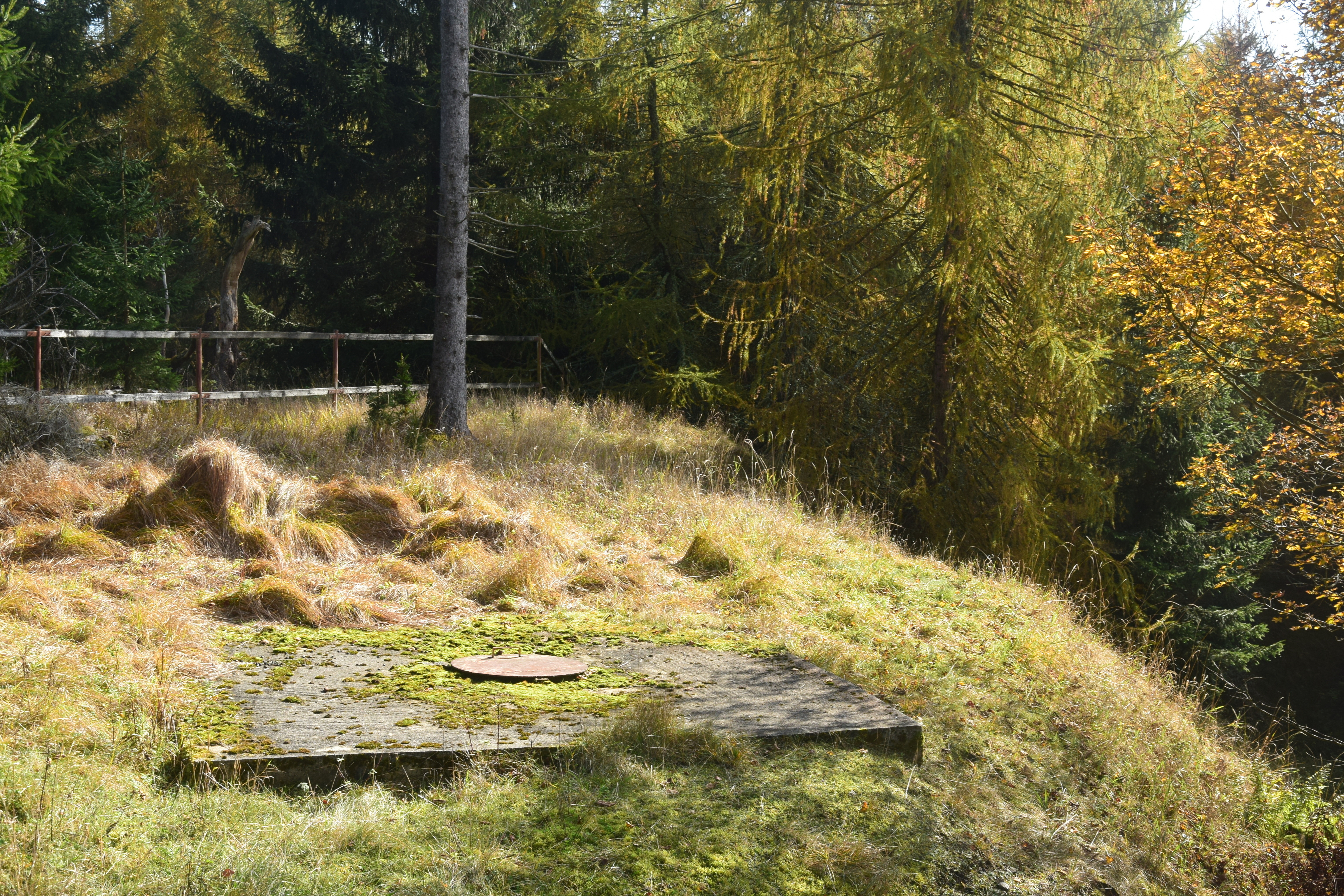
Zajištěné ústí šachty